# Desirae Krawczyk
Desirae Krawczyk (nació el 11 de enero de 1994) es una jugadora de tenis estadounidense. En octubre de 2020 llegó a la final de Roland Garros junto a la tenista chilena Alexa Guarachi.

## Torneos de Grand Slam

### Dobles

#### Finalista (1)
| Año  | Torneo        | Pareja         | Oponentes en la final           | Resultado |
| 2020 | Roland Garros | Alexa Guarachi | Tímea Babos Kristina Mladenovic | 4-6, 5-7  |

### Dobles mixto

#### Título (4)
| Año  | Torneo            | Pareja        | Oponentes en la final          | Resultado        |
| 2021 | Roland Garros     | Joe Salisbury | Elena Vesnina Aslán Karatsev   | 2-6, 6-4, [10-5] |
| 2021 | Wimbledon         | Neal Skupski  | Harriet Dart Joe Salisbury     | 6-4, 7-6(1)      |
| 2021 | Abierto de EE.UU. | Joe Salisbury | Giuliana Olmos Marcelo Arévalo | 7-5, 6-2         |
| 2022 | Wimbledon         | Neal Skupski  | Samantha Stosur Matthew Ebden  | 6-4, 6-3         |

#### Finalista (2)
| Año  | Torneo               | Pareja       | Oponentes en la final                  | Resultado           |
| 2024 | Abierto de Australia | Neal Skupski | Su-Wei Hsieh Jan Zieliński             | 7-6(5), 4-6, [9-11] |
| 2024 | Roland Garros        | Neal Skupski | Laura Siegemund Édouard Roger-Vasselin | 4-6, 5-7            |

## Títulos WTA (12; 0+12)

### Dobles (12)
| Leyenda                                |
| -------------------------------------- |
| Grand Slam (0)                         |
| Juegos Olímpicos (0)                   |
| WTA Finals (0)                         |
| P. Mandatory & Premier 5, WTA 1000 (1) |
| Premier, WTA 500 (5)                   |
| International, WTA 250 (6)             |

| N.º | Fecha                    | Torneo      | Superficie        | Pareja            | Oponentes en la final              | Resultado           |
| --- | ------------------------ | ----------- | ----------------- | ----------------- | ---------------------------------- | ------------------- |
| 1.  | 22 de julio de 2018      | Gstaad      | Tierra batida     | Alexa Guarachi    | Lara Arruabarrena Timea Bacsinszky | 4-6, 6-4, [10-6]    |
| 2.  | 16 de junio de 2019      | Nottingham  | Hierba            | Giuliana Olmos    | Ellen Perez Arina Rodiónova        | 7-6(5), 7-5         |
| 3.  | 29 de febrero de 2020    | Acapulco    | Dura              | Giuliana Olmos    | Kateryna Bondarenko Sharon Fichman | 6-3, 7-6(5)         |
| 4.  | 13 de septiembre de 2020 | Estambul    | Tierra batida     | Alexa Guarachi    | Ellen Perez Storm Sanders          | 6-1, 6-3            |
| 5.  | 27 de febrero de 2021    | Adelaida    | Dura              | Alexa Guarachi    | Hayley Carter Luisa Stefani        | 6-7(4), 6-4, [10-3] |
| 6.  | 29 de mayo de 2021       | Estrasburgo | Tierra batida     | Alexa Guarachi    | Makoto Ninomiya Zhaoxuan Yang      | 6-2, 6-3            |
| 7.  | 24 de abril de 2022      | Stuttgart   | Tierra batida (i) | Demi Schuurs      | Cori Gauff Shuai Zhang             | 6-3, 6-4            |
| 8.  | 9 de abril de 2023       | Charleston  | Tierra batida     | Danielle Collins  | Ena Shibahara Giuliana Olmos       | 0-6, 6-4, [14-12]   |
| 9.  | 23 de abril de 2023      | Stuttgart   | Tierra batida (i) | Demi Schuurs      | Nicole Melichar Giuliana Olmos     | 6-4, 6-1            |
| 10. | 1 de julio de 2023       | Eastbourne  | Hierba            | Demi Schuurs      | Nicole Melichar Ellen Perez        | 6-2, 6-4            |
| 11. | 12 de agosto de 2024     | Toronto     | Dura              | Caroline Dolehide | Gabriela Dabrowski Erin Routliffe  | 7-6(2), 3-6, [10-7] |
| 12. | 2 de febrero de 2025     | Singapur    | Dura (i)          | Giuliana Olmos    | Wang Xinyu Zheng Saisai            | 7-5, 6-0            |

#### Finalista (11)
| N.º | Fecha                 | Torneo        | Superficie            | Pareja                | Oponentes en la final             | Resultado           |
| --- | --------------------- | ------------- | --------------------- | --------------------- | --------------------------------- | ------------------- |
| 1.  | 8 de abril de 2018    | Monterrey     | Dura                  | Giuliana Olmos        | Naomi Broady Sara Sorribes        | 6-3, 4-6, [8-10]    |
| 2.  | 2 de marzo de 2019    | Acapulco      | Dura                  | Giuliana Olmos        | Victoria Azarenka Saisai Zheng    | 1-6, 2-6            |
| 3.  | 11 de octubre de 2020 | Roland Garros | Tierra batida         | Alexa Guarachi        | Tímea Babos Kristina Mladenovic   | 4-6, 5-7            |
| 4.  | 13 de marzo de 2021   | Guadalajara   | Dura                  | Giuliana Olmos        | Ellen Perez Astra Sharma          | 4-6, 4-6            |
| 5.  | 25 de abril de 2021   | Stuttgart     | Tierra batida (i)     | Bethanie Mattek-Sands | Ashleigh Barty Jennifer Brady     | 4-6, 7-5, [5-10]    |
| 6.  | 7 de mayo de 2022     | Madrid        | Tierra batida         | Demi Schuurs          | Gabriela Dabrowski Giuliana Olmos | 7-6(1), 5-7, [7-10] |
| 7.  | 27 de mayo de 2023    | Estrasburgo   | Tierra batida         | Giuliana Olmos        | Xu Yifan Zhaoxuan Yang            | 3-6, 2-6            |
| 8.  | 13 de agosto de 2023  | Montreal      | Dura                  | Demi Schuurs          | Shuko Aoyama Ena Shibahara        | 4-6, 6-4, [11-13]   |
| 9.  | 17 de febrero de 2024 | Catar         | Dura                  | Caroline Dolehide     | Demi Schuurs Luisa Stefani        | 4-6, 2-6            |
| 10. | 3 de marzo de 2024    | San Diego     | Dura                  | Jessica Pegula        | Nicole Melichar Ellen Perez       | 1-6, 2-6            |
| 11. | 6 de abril de 2025    | Charleston    | Tierra batida (verde) | Caroline Dolehide     | Jeļena Ostapenko Erin Routliffe   | 4-6, 2-6            |